# Esko A. Repo
Esko Aulis Repo, född 3 augusti 1935 i Idensalmi, Finland, är en finländsk politiker och var ordförande i Finlands Seniorparti 2006–2009. Under Riksdagsvalet i Finland 2007 fick Repo 851 röster i Vasa valkrets.
Repo gifte sig 1960 med Aria Kosuen och tillsammans har de barnen Tero (född 1961), Marko (1963) och Pekko (1964).
Repo har arbetat som krönikör på tidningen Ilkka under lång tid, men gick i pension under år 2000. Repo är bosatt i Seinäjoki.